# Reithberg (Kirchberg an der Raab)
Reithberg ist eine Rotte in der Gemeinde Kirchberg an der Raab im Bezirk Südoststeiermark in der Steiermark.
Die Rotte liegt zwischen Kirchbach in Steiermark und Kirchberg an der Raab, etwa 1,5 Kilometer südlich von Oberdorf am Hochegg und 4 Kilometer südwestlich von Kirchberg an der Raab. Bei Reithberg entspringt ein rechter Zufluss des Tiefernitzbachs. Die Siedlung besteht aus einigen Höfen und Häusern. Rotten in der Nachbarschaft von Reithberg sind Reinhartegg, Reithgraben, Harrachberg, Trössengraben und Höllgraben.
Der gleichnamige Reithberg, ein 460 Meter hoher Berg im oststeirischen Hügelland, liegt 500 Meter nördlich der Siedlung.
Koordinaten: 46° 57′ 53,2″ N, 15° 43′ 14,5″ O